# Список умерших в 1400 году

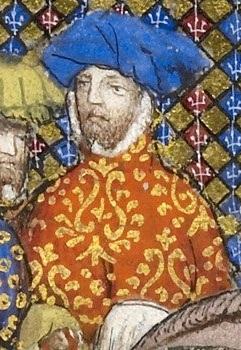
Томас Холланд

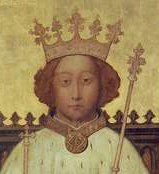
Ричард II Бордоский

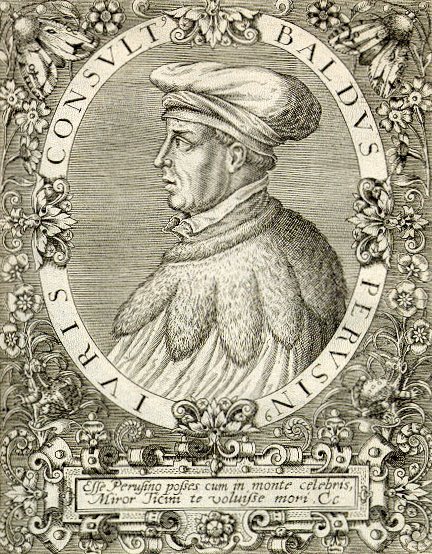
Бальд

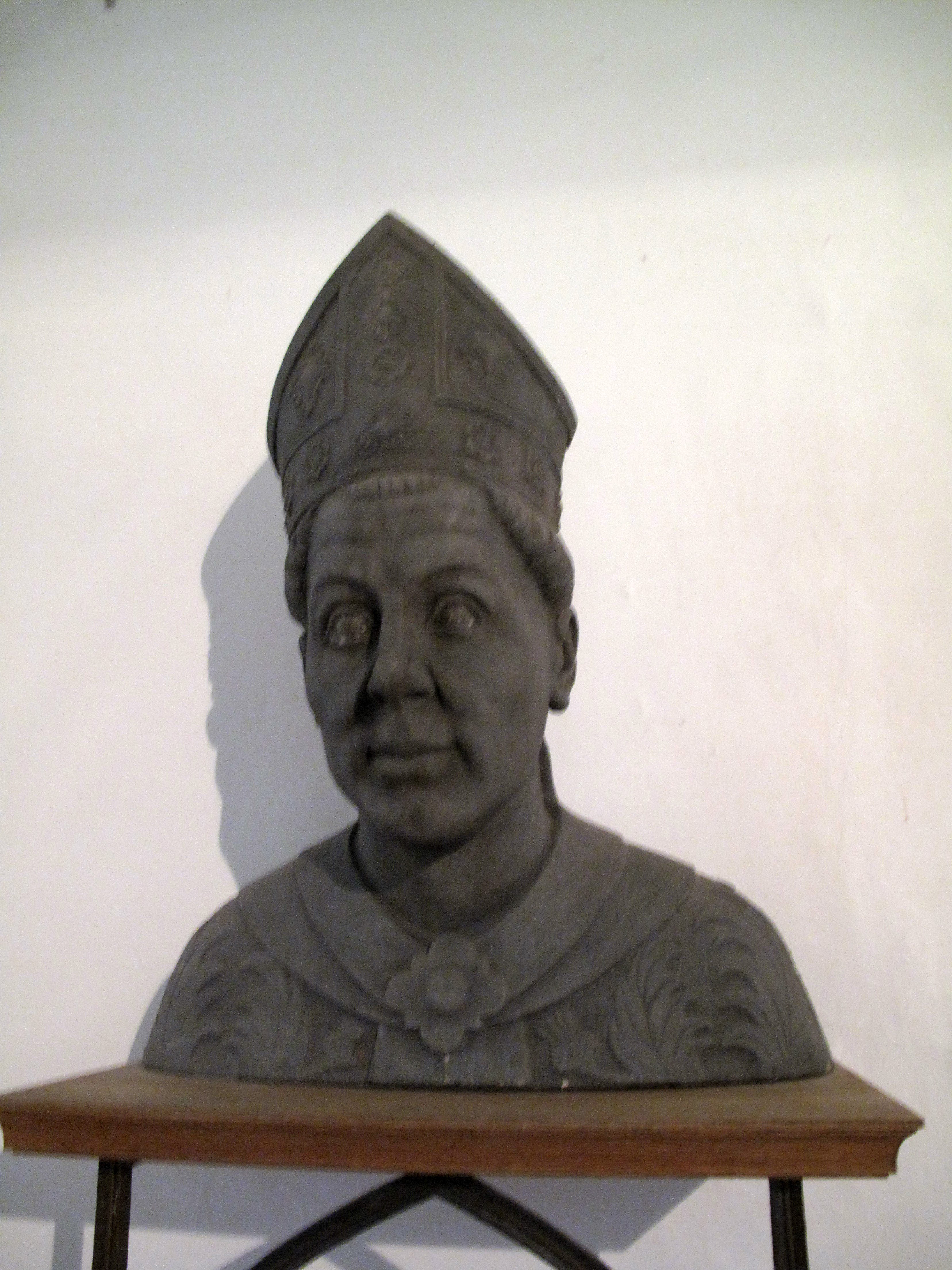
Ян II из Енштейна

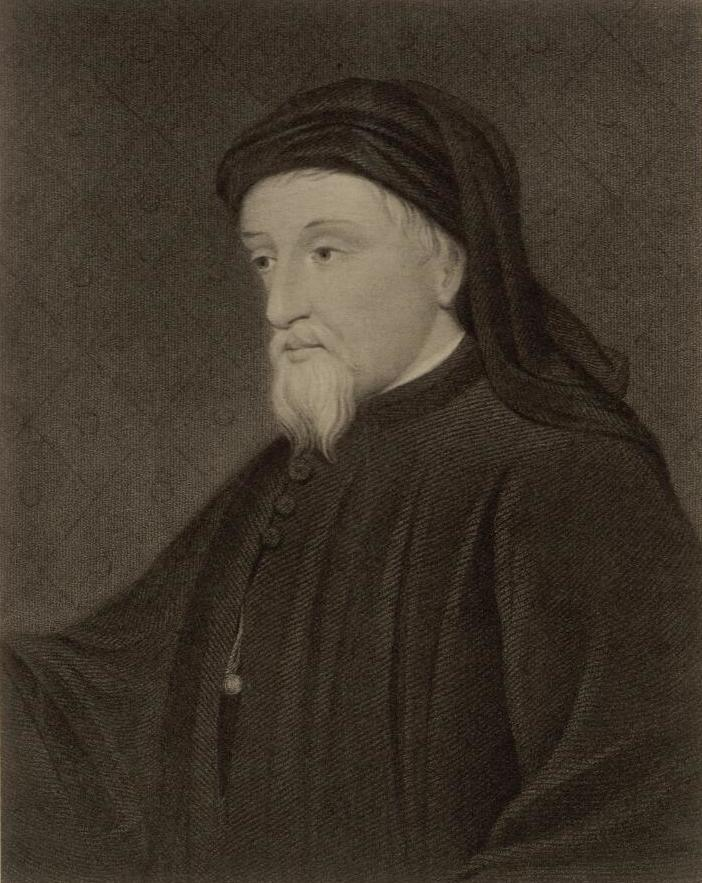
Джефри Чосер

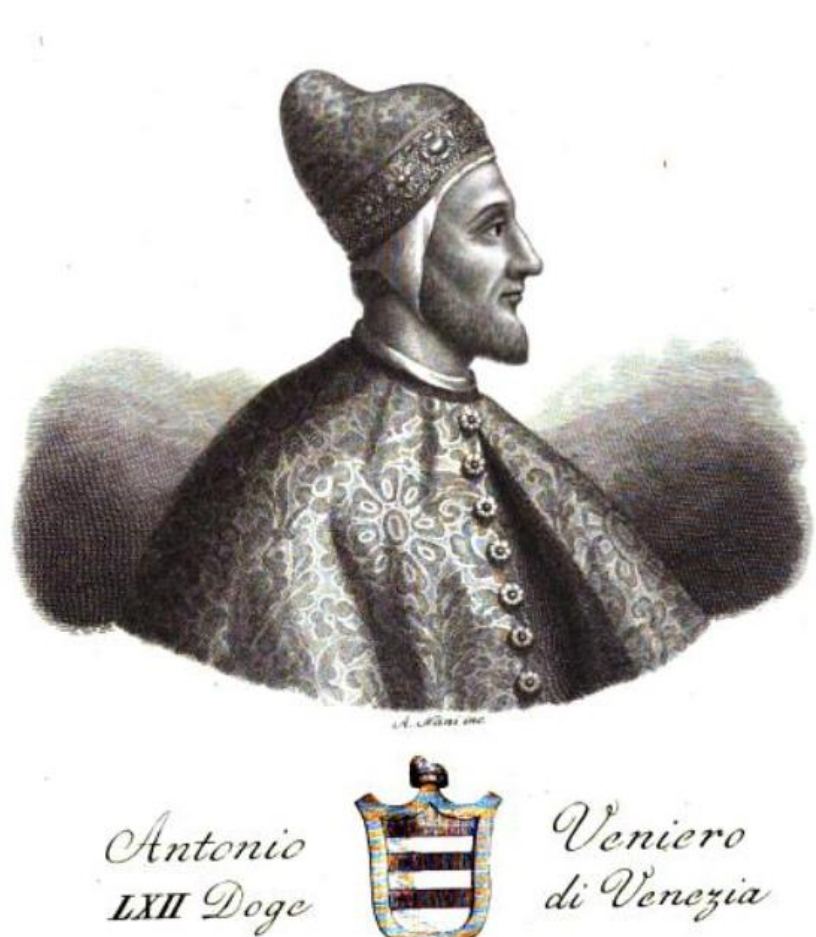
Антонио Веньер

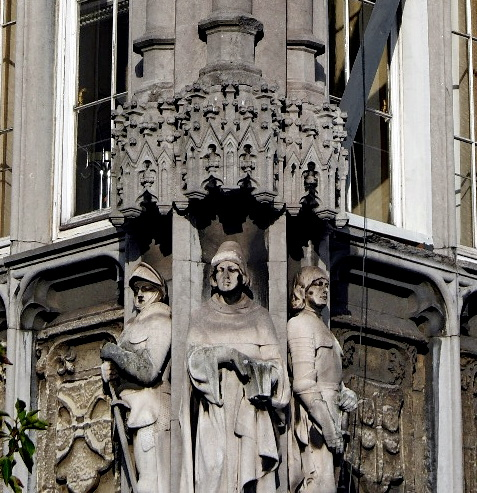
Жан Д’Утремёз

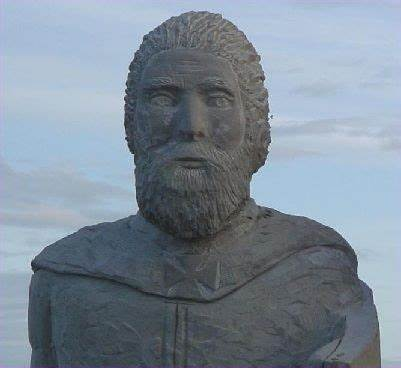
Генри I Синклер, граф Оркнейский

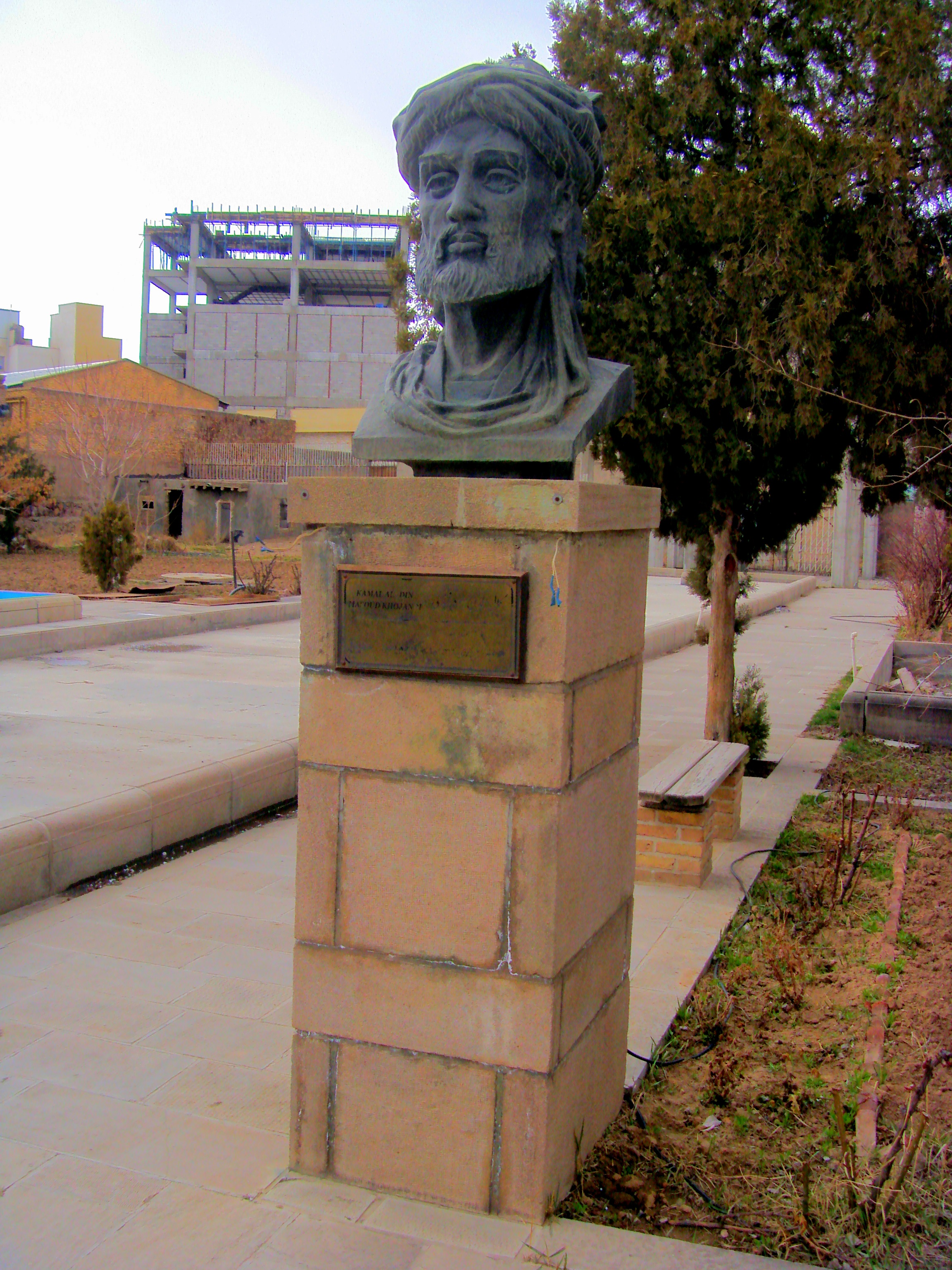
Камаль Худжанди

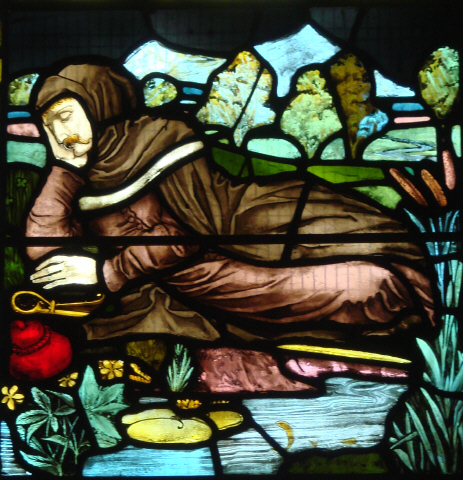
Уильям Ленгленд

В этой статье представлен список известных людей, умерших в 1400 году.
См. также: Категория:Умершие в 1400 году

## Январь
- 7 января или 8 января — Томас Холланд — 3-й граф Кент, 3-й барон Холланд, 6-й барон Вудсток и 7-й барон Уэйк из Лидделла (с 1397), первый и единственный герцог Суррей (1398—1399), граф Маршал Англии (1398—1399), наместник Ирландии (1397—1399), кавалер ордена Подвязки (с 1397), участник Крещенского заговора; казнён.
- 12 января — Томас Блаунт — английский рыцарь, депутат палаты общин, приближённый короля Ричарда II, участник Крещенского заговора; казнён через повешение, потрошение и четвертование.
- 13 января — Томас ле Диспенсер (24) — 2/6-й барон ле Диспенсер и 3-й лорд Гламорган (с 1375), граф Глостер (1397—1399), участник Крещенского заговора; схвачен толпой и обезглавлен.
- 16 января — Джон Холланд — 1-й граф Хантингдон (с 1387), первый герцог Эксетер (1397—1399), рыцарь ордена Подвязки (с 1381), единоутробный брат короля Англии Ричарда II, участник Крещенского заговора; казнён.
- 17 января — Оути Ёсихиро — крупный японский военачальник и государственный деятель периода Муромати, 10-й глава рода Оути (1380—1400)
- Ричард Сайренчестерский — английский хронист, монах-бенедиктинец из аббатства Святого Петра в Вестминстере, автор «Исторического зерцала деяний королей Англии»

## Февраль
- 5 февраля — Бернард Брокас — английский рыцарь, участник Крещенского заговора; казнён.
- 14 февраля — Ричард II (33) — король Англии (1377—1399), представитель династии Плантагенетов, внук короля Эдуарда III, сын Эдуарда Чёрного принца.
- 20 февраля — Димитр из Горая, польский шляхтич и государственный деятель русинского происхождения герба Корчак, главный королевский казначей, маршалок великий коронный (1390—1400).

## Март
- 19 марта — Алауддин Аттар — исламский религиозный деятель, духовный лидер суфийского тариката хаджаган-накшбанди. Шейх, семнадцатый в золотой цепи преемственности шейхов тариката. Мюрид и преемник Бахауддина Накшбанда.

## Апрель
- 23 апреля — Обри де Вер — английский аристократ, 10-й граф Оксфорд (1393—1400).
- 28 апреля — Бальд (72) — итальянский средневековый юрист, представитель школы постглоссаторов.

## Май
- 2 мая — Педро Энрикес де Кастилия — кастильский магнат, незаконнорожденный сын Фадрике Альфонсо Кастильского, магистра Ордена Сантьяго. Внук короля Кастилии Альфонсо XI. Носил титулы графа де Трастамара, Лемос, Саррия, Вьяна и Эль-Больо (1370/1371 — 1384, 1386—1394, 1395—1400), констебль Кастилии (1391—1400).
- 6 мая — Людовик д’Эврё — французский аристократ, граф Этампа, Гина, Бискайи, сеньор де Дурдан, де Люнель, де Галлардон и д’Обиньи (с 1336), пэр Франции.
- 21 мая — Джон Буршье — английский аристократ, барон Буршье (с 1349), кавалер ордена Подвязки (1392), Участник Столетней войны.

## Июнь
- 5 июня — Фридрих I — герцог Брауншвейг-Вольфенбюттеля (с 1373), герцог Брауншвейг-Люнебурга (с 1388); убит.
- 17 июня — Ян II из Енштейна (49) — чешский политический и церковный деятель, архиепископ Праги (1379—1396), верховный канцлер чешского короля Вацлава IV (1373—1384), поэт, писатель, художник.

## Июль
- 19 июля — Юга Безногий — господарь Молдавского княжества (1399—1400).
- 24 июля — Гумберт VII Туарский — граф Женевы (с 1394).

## Август
- 2 августа — Уго II де Кардона — каталонский дворянин, 10-й виконт де Кардона (1334—1357), 1-й граф де Кардона (1357—1400), барон Бельпуч (с 1381) и виконт Вильямур (с 1386).
- 16 августа:
  - Бюро де Ла Ривьер — французский политический деятель, камергер и советник королей Карла V и Карла VI;
  - Джоан Глостерская — английская аристократка, дочь Томаса Вудстока, герцога Глостера, жена или невеста Гилберта Толбота, 5-го барона Толбота.
- Франко Саккетти — итальянский поэт и писатель. Известен в первую очередь как автор сборника «Триста новелл».

## Сентябрь
- 20 сентября — Джон ле Стрейндж — английский аристократ, 6-й барон Стрейндж из Нокина (с 1382).

## Октябрь
- 25 октября — Джеффри Чосер — самый знаменитый поэт английского средневековья, «отец английской поэзии», один из создателей английской литературы.

## Ноябрь
- 23 ноября — Антонио Веньер — 62-й венецианский дож (с 1382).
- 25 ноября — Жан д’Утремёз (62) — франкоязычный нидерландский хронист, поэт и чиновник, автор «Зерцала историй» и др. сочинений. Первый светский хронист города Льежа.

## Дата неизвестна или требует уточнения
- Бернардино II да Полента — сеньор Равенны (1389—1400) совместно с братьями, из гвельфского рода да Полента; возможно отравлен братом Обиццо.
- Генри I Синклер — шотландский дворянин, 1-й граф Оркнейский (1379—1400), барон Рослина[англ.] (1358—1400), лорд-адмирал Шотландии.
- Арчибальд Дуглас — шотландский дворянин из рода Дугласов, третий граф Дуглас (1388—1400).
- Жан де Бондоль — фламандский живописец и миниатюрист. Считается первым представителем старонидерландской школы живописи.
- Жан де Клермон — виконт д’Онэ (с 1385).
- Камаль Худжанди — персидский поэт-мистик, суфийский шейх, теолог.
- Уильям Ленгленд — английский поэт, автор поэмы «Видение о Петре-пахаре».
- Ло Гуаньчжун — китайский писатель, которому приписывается создание классического романа «Троецарствие» о событиях II—III вв. н. э.
- Сирпутий — литовский боярин, известный как родоначальник рода Радзивиллов герба «Трубы».
- Тимур Кутлуг — хан Золотой Орды (1395—1399), свергнут и убит Едигеем.